# Serie A 1912-1913
L'edizione 1912-13 della Serie A svizzera vide la vittoria finale del Montriond-Lausanne.

## Formula
Le 23 squadre di Serie A furono suddivise in tre gironi a carattere regionale. Alla vittoria venivano assegnati 2 punti, al pareggio 1 punto e zero punti alla sconfitta. Il vincitore di ogni girone partecipava alla fase finale.

### Relegazione
Per decidere l'unica retrocessione in Serie B vengono disputati spareggi tra le 3 ultime classificate dei gironi, ovvero Lucerna, FC Biel/Bienne e FC Genève, più la vincitrice del campionato di Serie B, il Blue Stars Zürich.
In seguito agli spareggi viene decretata la retrocessione del Lucerna.

## Classifiche gironi

### Girone Est
|  | Pos. | Squadra       | Pt | G  | V  | N | P  | GF | GS | DR  |
|  | ---- | ------------- | -- | -- | -- | - | -- | -- | -- | --- |
|  | 1.   | Aarau         | 25 | 14 | 12 | 1 | 1  | 50 | 18 | +32 |
|  | 2.   | San Gallo     | 19 | 14 | 8  | 3 | 3  | 67 | 21 | +46 |
|  | 3.   | Zurigo        | 18 | 14 | 8  | 2 | 4  | 45 | 24 | +21 |
|  | 4.   | Brühl         | 17 | 14 | 7  | 3 | 4  | 42 | 35 | +7  |
|  | 5.   | Winterthur    | 10 | 14 | 4  | 2 | 8  | 34 | 28 | +6  |
|  | 6.   | Young Fellows | 10 | 14 | 4  | 2 | 8  | 22 | 45 | -23 |
|  | 7.   | Baden         | 8  | 14 | 3  | 2 | 9  | 17 | 49 | -32 |
|  | 8.   | Lucerna       | 5  | 14 | 2  | 1 | 11 | 13 | 70 | -57 |

### Girone Centro
|  | Pos. | Squadra           | Pt | G  | V | N | P  | GF | GS | DR  |
|  | ---- | ----------------- | -- | -- | - | - | -- | -- | -- | --- |
|  | 1.   | Old Boys Basilea  | 20 | 14 | 9 | 2 | 3  | 43 | 29 | +14 |
|  | 2.   | Young Boys        | 19 | 14 | 9 | 1 | 4  | 41 | 25 | +16 |
|  | 3.   | Étoile-Sporting   | 17 | 14 | 8 | 1 | 5  | 33 | 25 | +8  |
|  | 4.   | Basilea           | 16 | 14 | 7 | 2 | 5  | 46 | 30 | +16 |
|  | 5.   | Berna             | 14 | 14 | 6 | 2 | 6  | 43 | 38 | +5  |
|  | 6.   | Nordstern         | 12 | 14 | 5 | 2 | 7  | 35 | 46 | -11 |
|  | 7.   | La Chaux-de-Fonds | 9  | 14 | 3 | 3 | 8  | 38 | 50 | -12 |
|  | 8.   | Bienne            | 5  | 14 | 2 | 1 | 11 | 29 | 65 | -36 |

### Girone Ovest
|  | Pos. | Squadra            | Pt | G  | V | N | P | GF | GS | DR  |
|  | ---- | ------------------ | -- | -- | - | - | - | -- | -- | --- |
|  | 1.   | Montriond-Losanna  | 18 | 12 | 7 | 4 | 1 | 34 | 12 | +22 |
|  | 2.   | Servette           | 16 | 12 | 7 | 2 | 3 | 25 | 18 | +7  |
|  | 3.   | Stella Friborgo    | 15 | 12 | 7 | 1 | 4 | 30 | 21 | +9  |
|  | 4.   | Cantonal Neuchâtel | 12 | 12 | 5 | 2 | 5 | 31 | 23 | +8  |
|  | 5.   | Concordia Yverdon  | 11 | 12 | 4 | 3 | 5 | 26 | 37 | -11 |
|  | 6.   | Montreux-Narcisse  | 7  | 12 | 3 | 1 | 8 | 13 | 32 | -19 |
|  | 7.   | Ginevra            | 5  | 12 | 2 | 1 | 9 | 13 | 39 | -26 |

## Girone Finale
| Berna 20 maggio 1913 | Aarau | 5 – 4 | Montriond Lausanne |  |

Su reclamo del Montriond-Lausanne, la gara viene annullata e ripetuta in data 8 giugno
| Basilea 25 maggio 1913 | Old Boys Basilea | 2 – 1 referto | Aarau |  |

| Berna 8 giugno 1913 | Montriond Lausanne | 2 – 1 referto | Aarau |  |

| La Chaux-de-Fonds 15 giugno 1913 | Montriond Lausanne | 1 – 0 referto | Old Boys Basilea | Parc des sports |

|  | Pos. | Squadra            | Pt | G | V | N | P | GF | GS | DR |
|  | ---- | ------------------ | -- | - | - | - | - | -- | -- | -- |
|  | 1.   | Montriond Lausanne | 4  | 2 | 2 | 0 | 0 | 3  | 1  | +2 |
|  | 2.   | Old Boys Basilea   | 2  | 2 | 1 | 0 | 1 | 2  | 2  | 0  |
|  | 3.   | Aarau              | 0  | 2 | 0 | 0 | 2 | 2  | 4  | -2 |

### Verdetto
| Montriond-Lausanne Campione di Svizzera 1912-1913 1º Titolo. |